# Club Deportivo América
El Club Deportivo América de Quito és un club de futbol de la ciutat de Quito (Equador).
Va ser fundat el 25 de novembre de 1939.

## Palmarès
- Campionat equatorià de futbol:[1]

Finalista 1969, 1971
- Segona divisió de l'Equador:

1978 E2
- Campionat de Pichincha:[2]

2001, 2002, 2003, 2004